# Sophie Duez
Pour les articles homonymes, voir Duez.
Sophie Duez, née le 6 octobre 1962 à Nice, est une actrice française.

## Biographie
Sophie Duez débute comme choriste et danseuse sur la chanson Jeannette de Jérôme Braque en 1981, puis avec Patrick Bruel (notamment sur la chanson Marre de cette nana-là). Un passage remarqué dans Lui « le magazine de l'homme moderne » en 1982 et surtout dans la publicité comme mannequin à l'agence Elite.

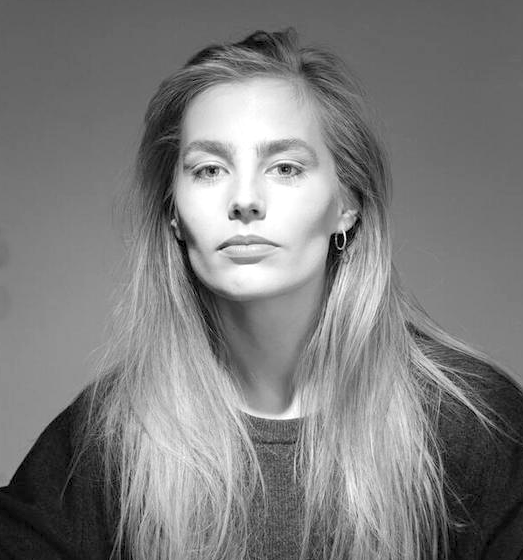
Dans les années 1980, Sophie Duez pose pour des photos de mode et de charme (Studio Harcourt).

Elle est ainsi choisie au début de 1983 pour représenter « la Marianne cuvée 1983 » dans le cadre de la campagne publicitaire du nouvel emprunt d'État  puis elle commence sa carrière d'actrice avec le film Marche à l'ombre de Michel Blanc en 1984, qui la fera remarquer et pour laquelle elle est nommée pour un César du meilleur espoir féminin en 1985.
Suivra une période d'absence au cinéma durant les années 1990, mais elle apparait à la télévision dans divers téléfilms. Elle revient au premier plan en tenant l'un des rôles principaux de la série policière Quai numéro un.
Après un premier divorce, elle est l’épouse, de 1980 à 1990, de Manu Katché.
Ils ont deux filles : Lucile, née en 1989, conseillère en relations publiques et communication et Rose, née en 1992, scénariste et réalisatrice.

### Engagement politique
Lors de l'élection présidentielle de 2002, elle fait partie du comité de soutien de Lionel Jospin. En 2008, elle se présente sur la liste municipale (PS) à Nice conduite par Patrick Allemand en quatrième position (elle est élue conseillère municipale) sur la liste « Changer d'ère » de la gauche rassemblée et des écologistes Union de la gauche. Elle explique en 2012 que « J'ai toujours porté les valeurs de gauche. J'ai vu mon père pleurer pour l'élection de Mitterrand en 1981, et j'ai été séduite par l'ouverture à la société civile que voulait faire Allemand sur sa liste. Alors j'y suis allée, à fond. » « Je déteste que l'on m'impose ce que j'ai à dire. Et si par malheur au conseil municipal je posais des questions où je m'intéressais à la politique de la majorité en leur soumettant des idées, j'étais vilipendée par mon propre camp. En fait l'élu est pris dans un combat de stratégie. Et on ne débat pas assez des idées... » « J'ai voté François Hollande. Sans états d'âme. »
Elle démissionne de son poste de conseillère municipale le 12 décembre 2009, annonçant dans un premier temps quitter la politique, puis, le 15 décembre 2009, annonce son entrée au sein du cabinet du maire de Nice, Christian Estrosi (UMP) notamment en tant que chargée de mission pour la rénovation et la transformation des anciens abattoirs municipaux en ateliers d'artistes,,. Elle quitte cette friche culturelle en 2015 et est chargée par le maire de l'organisation d'une manifestation culturelle baptisée « Movimenta ».

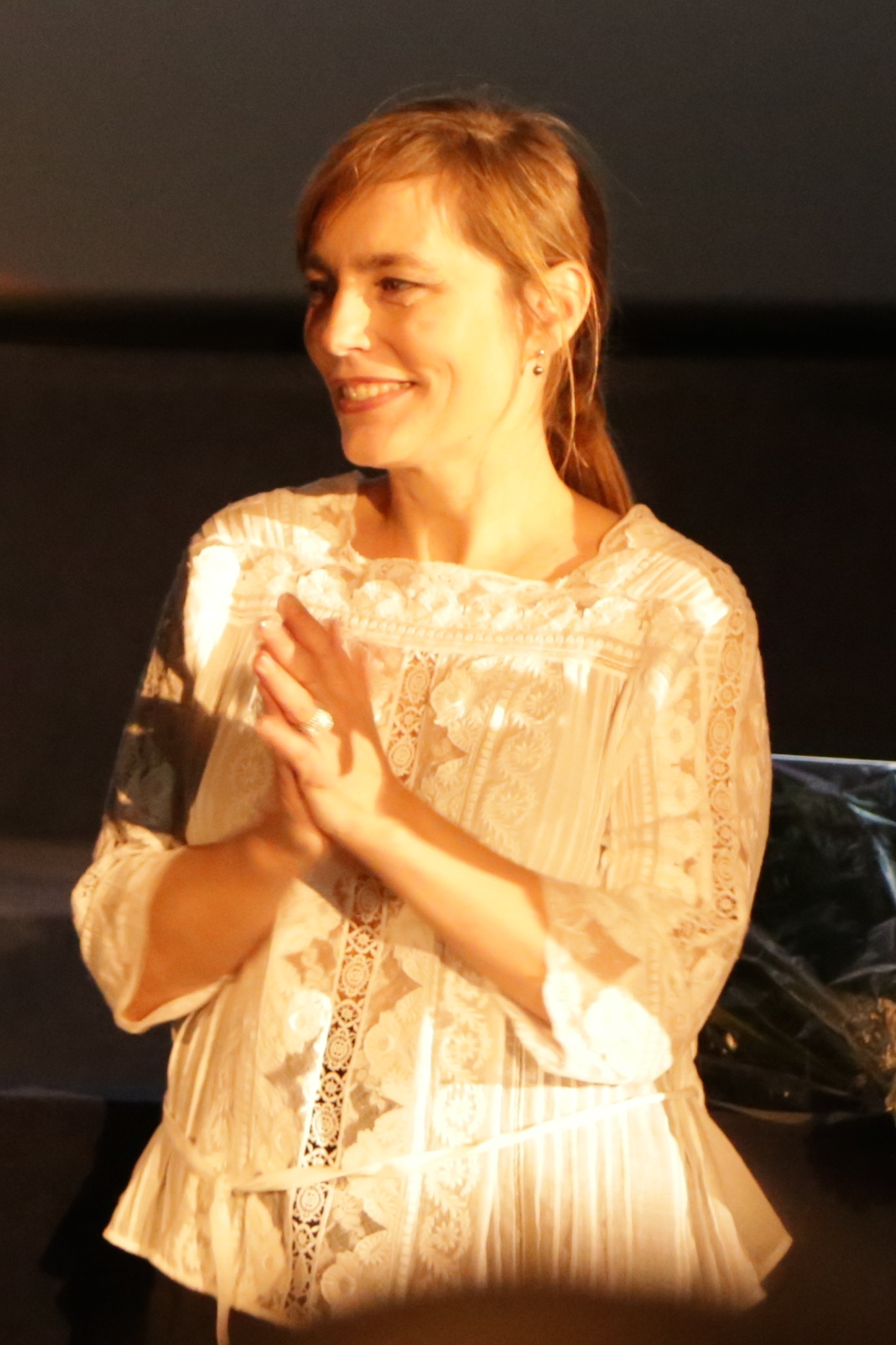
Sophie Duez à l'avant-première de Barbecue, le 8 avril 2014.

## Filmographie

### Cinéma
- 1984 : Marche à l'ombre de Michel Blanc : Mathilde
- 1986 : Je hais les acteurs de Gérard Krawczyk : Bertha
- 1987 : Une épine dans le cœur (Una spina nel cuore) d'Alberto Lattuada : Caterina
- 1987 : Sécurité publique de Gabriel Benattar : Anna
- 1988 : In extremis d'Olivier Lorsac : Alice
- 1990 : Présumé dangereux de Georges Lautner : Antonella
- 1992 : Holozän de Heinz Bütler et Manfred Eicher : Corinne
- 2000 : Serbie, année zéro de Goran Marković : Elle-même
- 2001 : Sudbata kato pluh (bg) de Ivan Pavlov (bg) : Zhana
- 2007 : Les Murs porteurs de Cyril Gelblat : La mère de Mélanie
- 2010 : Quartier lointain de Sam Garbarski : Catherine
- 2014 : Barbecue d'Éric Lavaine : Véronique
- 2018 : Demi-sœurs de  Saphia Azzeddine et François-Régis Jeanne : La mère de Lauren
- 2022 : Plancha d'Éric Lavaine : Véronique

### Télévision
- 1985 : L'Histoire en marche : Les Prisonnières de Jean-Louis Lorenzi : Suzanne Pagès
- 1987 : L'Ombra nera del Vesuvio de Steno : Nennella Carità
- 1993 : Charlemagne, le prince à cheval de Clive Donner : Luitgarde
- 1995 : Aventures dans le Grand Nord d'Arnaud Sélignac : Jo
- 1995 : Entre ces mains-là d'Arnaud Sélignac : Muriel
- 1995 : Ce que savait Maisie d'Édouard Molinaro : Betty
- 1996 : La Femme de la forêt d'Arnaud Sélignac : Clara
- 1996 : Troubles (Strangers) d'Arnaud Sélignac : Claire
- 1996 : Flics de choc : La dernière vague d'Arnaud Sélignac : Caroline
- 1997 : Aventurier malgré lui de Marc Rivière : Carole
- 1997 : Joséphine, ange gardien : Chantal Dupuis (saison 1, épisode 1 : Le miroir aux enfants)
- 1997 - 2001 : Quai n° 1 : Commissaire Marie Saint-Georges
- 1998 : Commandant Nerval : Une femme dangereuse d'Arnaud Sélignac : Betty
- 1999 : Fleurs de sel d'Arnaud Sélignac : Julie Dubreuil
- 1999 : N'oublie pas que tu m'aimes de Jérôme Foulon : Ariane
- 1999 : Voleur de cœur de Patrick Jamain : Laurence Rémi
- 1999 : Passeur d'enfants, épisode Passeur d'enfants au Maroc de Franck Appréderis : Marion
- 2000 : L'Été des hannetons de Philippe Venault : Pauline
- 2001 : Sophie Rousseau : La Vie avant tout d'Alain Tasma : Sophie Rousseau
- 2002 : La Ligne noire de Jean-Teddy Filippe : Alexandra
- 2006 : Commissaire Cordier : Poudre aux yeux de Vincent Monnet : Claire février
- 2006 : Laura de Jean-Teddy Filippe : Ludmilla Grimaldi, tante de Laura
- 2009 : Joséphine, ange gardien : Catherine (saison 12, épisode 5 : Les Majorettes)
- 2009 : Les Associés d'Alain Berliner : Lorraine
- 2015 : Commissaire Magellan : Barbara Declercq (saison 7, épisode 18 : Radio Saignac
- 2016 - 2017 : La Vengeance aux yeux clairs de David Morley : Béatrice/Madeleine (saisons 1 et 2)
- 2017 : Joséphine, ange gardien : Anne Chamanier (saison 17, épisode 4 : Tes qi toi ?)
- 2018 : Crime dans le Luberon d'Éric Duret : Françoise Issautier
- 2019 : Cassandre : Hélène Bellanger (saison 4, épisode 2 : "Secret assassin")
- 2019 : Meurtres dans le Jura d'Éric Duret : Sophie Buisson
- 2019 : Camping Paradis : Brigitte (saison 11, épisode 4 : Mariage au Paradis)
- 2019 : Nina : Inès, (saison 5, épisode 6 : Miroir Mon Beau Miroir)
- 2021 : Astrid et Raphaëlle : Oksana (saison 2, épisode 5 : Circé)
- 2021 : Jugé sans justice de Lou Jeunet : Béatrice
- 2023 : Poulets grillés - La Belle et le Clochard, téléfilm de July Hygreck : Lydia Cottard
- 2023 : Knok, série de Guillaume Duhesme et Bastien Ughetto
- 2023 & 2024 : Ici tout commence, feuilleton télévisé de Coline Assous, Éric Fuhrer et Othman Mahfoud : Eugénie Rochemont
- 2025 : Erica de Frédéric Berthe : Liliane Florin, la grand-mère de Pauline

## Théâtre
- 1993 : Ruy-Blas de Victor Hugo, mise en scène Jacques Rosner, Centre Dramatique de Toulouse
- 2000 : Les Monologues du vagin d'Eve Ensler, mise en scène Tilly, L'Européen, Théâtre Fontaine
- 2002 : Festen de Thomas Vinterberg, mise en scène Daniel Benoin, Théâtre national de Nice
- 2003 : Festen de Thomas Vinterberg, mise en scène Daniel Benoin, Théâtre du Rond-Point
- 2003 : Dom Juan de Molière, mise en scène Daniel Benoin, Théâtre national de Nice
- 2003 : Le Songe d’une nuit d’été I & II de William Shakespeare, mise en scène Krzysztof Warlikowski, Théâtre national de Nice
- 2004 : Festen de Thomas Vinterberg, mise en scène Daniel Benoin, Théâtre national de Nice, Théâtre La Criée
- 2005 : Mère et fils de René de Ceccatty, Colette Fellous et Louis Gardel, mise en scène Alfredo Arias, Théâtre national de Nice
- 2005 : Actes de Tchekhov d’après plusieurs pièces de Anton Tchekhov, mise en scène Daniel Mesguich, Théâtre national de Nice
- 2005 : Maître Puntila et son valet Matti de Bertolt Brecht, mise en scène Daniel Benoin, Théâtre national de Nice, Théâtre La Criée
- 2006 : La Cantatrice chauve d'Eugène Ionesco, mise en scène Daniel Benoin, Théâtre national de Nice
- 2006 : Demain la Belle de Bernard Thomassin, mise en scène Jérôme Savary, Théâtre national de l'Opéra-Comique
- 2007 : Amphytrion de Molière, mise en scène Romain Bonnin, Théâtre national de Nice
- 2008 : La Jalousie du barbouillé et Le Médecin volant de Molière, mise en scène Pierre Pradinas, Théâtre national de Nice
- 2008 : Maître Puntila et son valet Matti de Bertolt Brecht, mise en scène Daniel Benoin, Théâtre de la Croix-Rousse
- 2018 : Tartuffe de Molière adapté par Christopher Hampton, mise en scène Gérald Garutti, Londres,   Theatre Royal Haymarket

## Distinctions

### Nominations
- César 1985 : nomination au César du meilleur espoir féminin pour Marche à l'ombre